# هری کلوگمان
هری کلوگمان (آلمانی: Harry Klugmann؛ زادهٔ ۲۸ اکتبر ۱۹۴۰) سوارکار اهل آلمان بود.